# Rock & roll (The Velvet Underground)
Rock & roll is een nummer van de Amerikaanse experimentele rockgroep The Velvet Underground. Het nummer verscheen oorspronkelijk op het album Loaded uit 1970 en werd drie jaar later uitgebracht als B-kant van de single Sweet Jane.

## Beschrijving
Rock & roll is een opgetogen eerbetoon aan de gelijknamige muziekstijl. De hoofdpersoon van het nummer is de vijfjarige Jenny, wier leven voorgoed is veranderd als ze voor de eerste keer een rock-'n-rollzender opzet. Volgens schrijver Lou Reed was het nummer echter autobiografisch: "als ik geen rock & roll op de radio had gehoord, dan had ik nooit geweten dat er leven was op deze planeet." Een vroege versie van het nummer uit 1969 verscheen later op het verzamelalbum Another view.
In het computerspel Civilization IV uit 2005 wordt tweemaal naar het nummer verwezen: een citaat uit het nummer wordt door verteller Leonard Nimoy opgezegd als het onderzoek naar de radio wordt afgerond, en een fragment van het nummer wordt afgespeeld bij het afronden van het rock 'n' roll-wonder.